# Bernhard Kempa

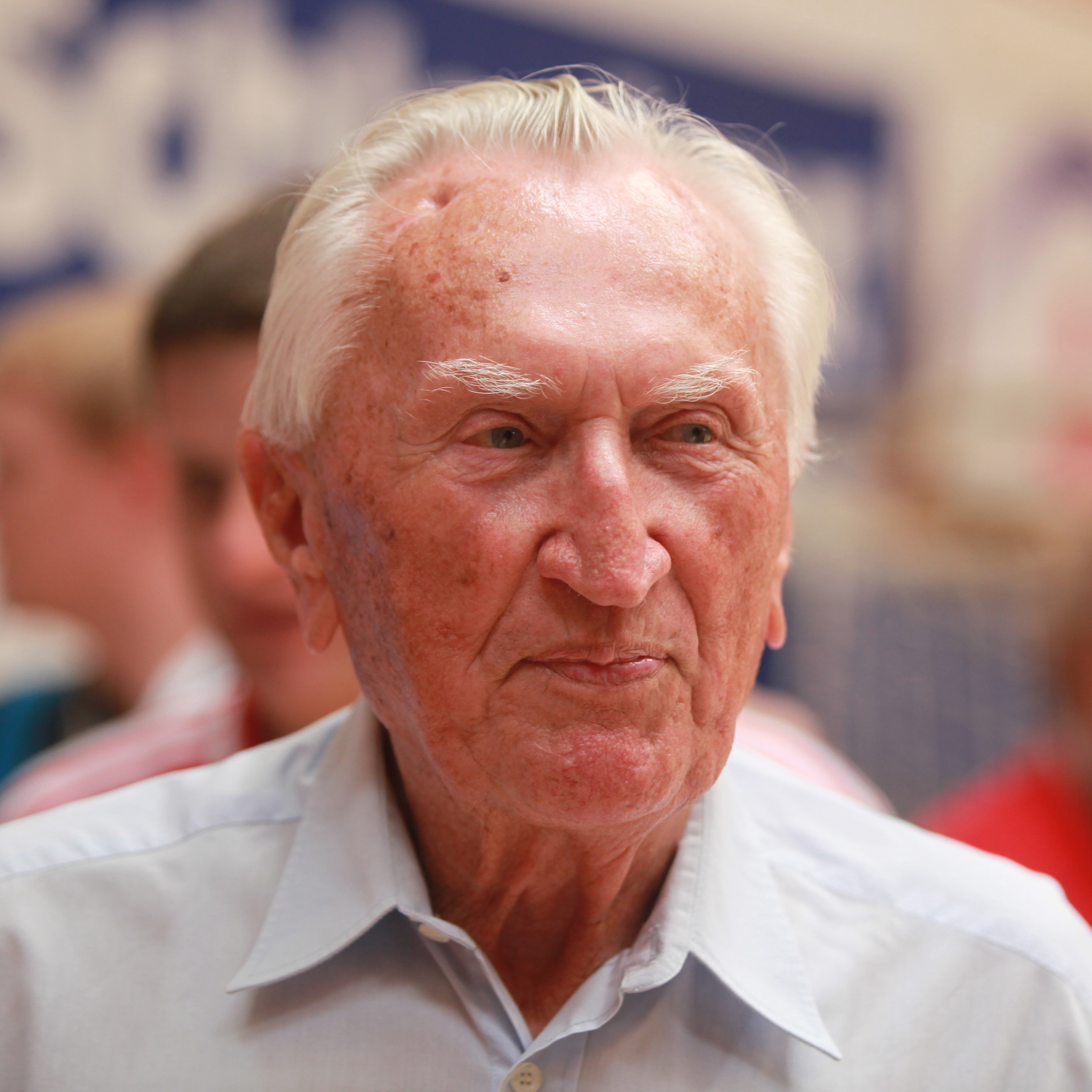
Bernhard Kempa im August 2011 beim Schlecker Cup

Bernhard Kempa (* 19. November 1920 in Oppeln, Oberschlesien; † 20. Juli 2017 in Bad Boll) war ein deutscher Handballspieler und -trainer. Er wurde 1952 und 1955 als Nationalspieler Weltmeister im Feldhandball.

## Werdegang

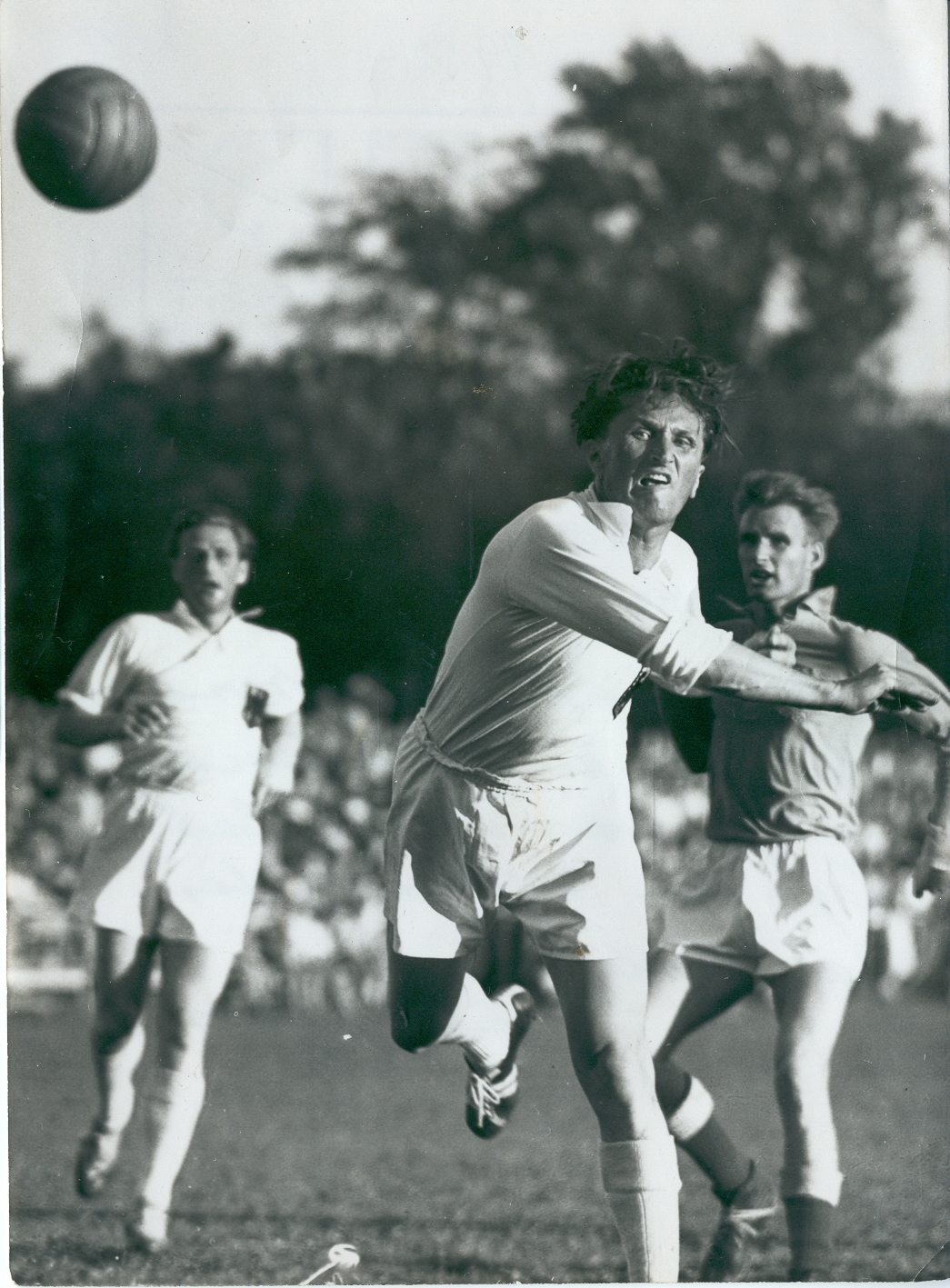
Bernhard Kempa bei der Feldhandball-Weltmeisterschaft 1952

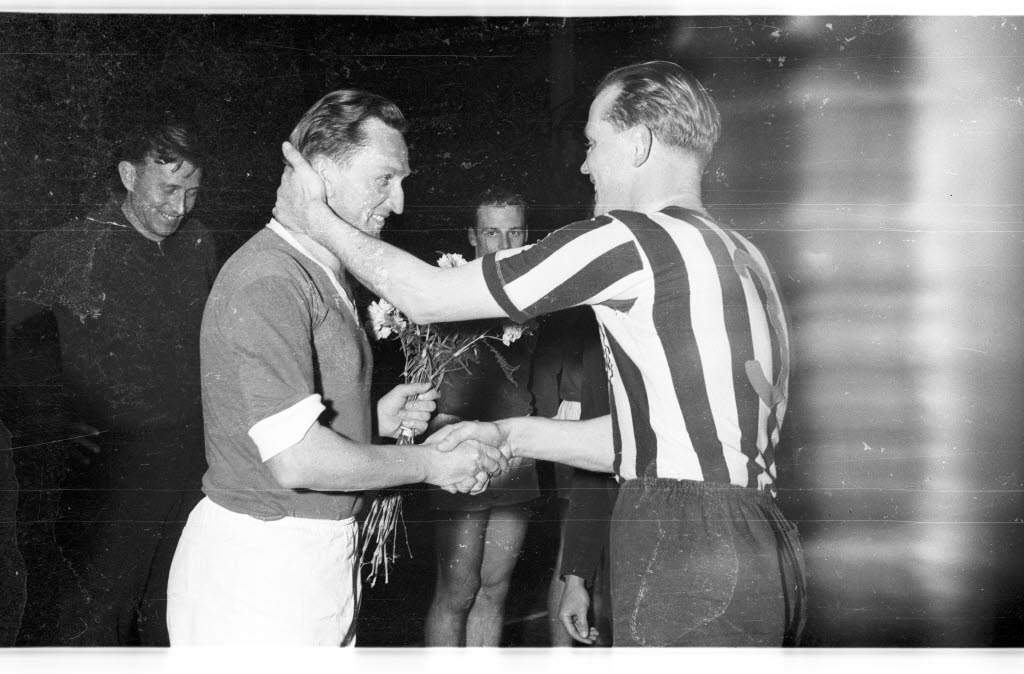
Kempa (links) beim Meisterschaftsspiel gegen den THW Kiel 1957

Kempa begann im Alter von 14 Jahren das Handballspielen in Oppeln. Nach dem Zweiten Weltkrieg lebte Kempa in München, wo er anfangs für den TSV 1860 München spielte. Im Jahr 1947 zog er nach Göppingen und lief für Frisch Auf Göppingen auf, wo sich ab 1948 die ersten Erfolge einstellten. Das Sportjahr 1954 wurde das erfolgreichste in der bisherigen Vereinsgeschichte von Frisch Auf und brachte den überregionalen Durchbruch: Der neue württembergische Meister wurde direkt auch erstmals süddeutscher Meister in der Halle, damit war Göppingen für die Endrunde zur Deutschen Handballmeisterschaft qualifiziert. Kempa als Spielertrainer gelang dort mit seiner jungen Mannschaft („Kempa-Buben“) im Finale die große Überraschung: Der Serienmeister der vergangenen vier Jahre, der SV Polizei Hamburg, wurde besiegt und Frisch Auf war Deutscher Handballmeister in der Halle. Noch im Sommer desselben Jahres wiederholte der Rückraumspieler dieses im damals wesentlich populäreren Feldhandball, Göppingen wurde Doppelmeister. Zusammen mit FA Göppingen gewann er zudem dreimal die baden-württembergische Basketballmeisterschaft.
In den nächsten Jahren prägte Göppingen den Handball in Deutschland, wozu Bernhard Kempa als der überragende Spieler erheblich beitrug. Bis zu seinem Karriereende als Spieler 1957 holte Kempa noch je ein weiteres Mal in der Halle (1955) und auf dem Feld (1957) die Meisterschaft nach Göppingen. Als Göppinger Trainer gelang ihm dies im Hallenhandball weitere fünf Mal (1958–1961, 1970). Außerdem erreichte Frisch Auf unter Kempa mit dem Europapokal 1960 als erster deutscher Verein einen internationalen Titel.
Zu Kempas Hobbys gehörte neben Skifahren und Tischtennis (er nahm zusammen mit seinem Bruder 1948 an den württembergischen Meisterschaften teil) auch Tennis, worin er es zum Welt- und Europameister der Senioren brachte. Nach einem Sturz im Alter von 90 Jahren musste er das Tennisspielen aufgeben.
Kempa war zuletzt als Dialysepatient schwerkrank und lebte in Bad Boll im Landkreis Göppingen, wo er im Juli 2017 im Alter von 96 Jahren starb.

## Kempa-Trick
In die Geschichtsbücher des Handballsports ist er mit seinem Kempa-Trick eingegangen. Der Trick besteht aus einer Wurfkombination, bei der ein Spieler angespielt wird, während er in den Kreis springt; dieser fängt den Ball in der Luft und wirft noch während des Sprungs auf das Tor.

## Ehrungen
Im Jahr 2011 wurde Bernhard Kempa in die Hall of Fame des deutschen Sports aufgenommen. Er wurde zweimal mit dem Silbernen Lorbeerblatt ausgezeichnet, war Träger des Bundesverdienstkreuzes am Bande und erhielt die Verdienstmedaille des Landes Baden-Württemberg.
Zu seinem 100. Geburtstag hat der Deutsche Handballbund (DHB) eine Sportbiographie über Bernhard Kempa veröffentlicht.
Nach Kempa ist die Sportartikelmarke Kempa benannt, unter der die Herstellerfirma Uhlsport Sportartikel rund um den Handballsport vertreibt.
Am 17. Februar 2025 wurde Bernhard Kempa feierlich in die Frisch Auf! Hall of Fame aufgenommen. Mit ihm begründet der Handball-Bundesligist seine Hall of Fame verdienter Spieler und Trainer.

## Bernhard-Kempa-Preis
Seit 2008 vergibt der Handballverband Württemberg den Bernhard-Kempa-Preis, mit dem besondere Verdienste um den Handballsport in Württemberg gewürdigt werden. Erster Preisträger war Heiner Brand. Im Jahr 2014 wurde Joachim Deckarm ausgezeichnet.

## Schriften
- Ball ist Trumpf. IPa-Verlag, Vaihingen/Enz 2000, ISBN 3-933486-25-4.